# Wohnungstausch
Der Wohnungstausch ist ein Vorgang, indem man eine Wohnung zeitlich unbefristet  tauscht, im Gegensatz zum Haustausch. Meistens tauschen Mieter ihre Wohnungen miteinander, das Einverständnis der Vermieter ist dafür eine zwingende Voraussetzung. Auch Wohnungseigentümer können ihre Wohnung mit einem Mieter tauschen, wenn der gegenseitige Wunsch besteht.
Die Wohnung als Immobilienobjekt kann auch gegen eine andere Immobilie getauscht werden; in dieser Praxis ist der Begriff des Wohnungstausches jedoch aktuell nicht geläufig.
Ungefähr seit den frühen 2020er-Jahren hat der Wohnungstausch innerhalb Deutschlands an Bekanntheit gewonnen. Ein Grund dafür ist unter anderem der akute Mangel an bezahlbarem oder bedarfsgerechtem Wohnraum, während der Bedarf an Wohnraum gestiegen ist. Es gibt politische Initiativen, die ein sogenanntes Recht auf Wohnungstausch unterstützen.

## Praxis
Der Wohnungstausch wird über verschiedene Wege angebahnt. In der analogen Umgebung durch klassische Steckbriefe an stark frequentierten Orten beworben, im Digitalen finden sich kostenfreie und/oder kommerzielle Anzeigenportale, beziehungsweise Wohnungstauschbörsen, welche sich auf Wohnungstausch spezialisiert haben. Finden sich zwei Tauschinteressenten über einen dieser Wege, dann informieren sie ihre Vermieter und erfragen die Zustimmung zu einem Wohnungstausch. Wird der Wunsch positiv abgesegnet, werden neue Mietverträge aufgesetzt und ein Datum für den Wohnungstausch vereinbart.
Ein Nachteil des Wohnungstauschs ist die Schwierigkeit,  den Umzug beider Mieter an einem einzigen Tag zu organisieren.
Die Vorteile bei einem Wohnungstausch sind: die bessere Nutzung von bereits vorhandenem Wohnraum, speziell für den Vermieter: eine nahtlose Mietfortzahlung und bessere Reputation. Für die Mieter: keine doppelte Mietzahlung und ein leichter Zugang zum neuen Wohnumfeld durch direkten Vormieterkontakt.
Es gibt zusätzlich zum klassischen Zweiparteientausch zwischen A und B eine Tauschvariante namens Ringtausch. Bei einem Ringtausch zieht Person A in die Wohnung von Person B, Person B in die Wohnung von Person C und Person C in die Wohnung von Person A.

## Rechtliches
Der Wohnungstausch ist eine legale Form des herkömmlichen Wohnungswechsels von Mietern. Vorausgesetzt wird das Einverständnis des Vermieters der Wohnung. Ohne dessen Einverständnis hat der Vermieter (Eigentümer) das Recht, den ursprünglichen Mietvertrag fristlos aufzulösen, wie bei einem nicht genehmigten Untermieter. Jede Tauschpartei erhält einen neuen Mietvertrag durch den jeweils anderen Vermieter – die Wohneinheit wird bei einem Tausch in der Regel unrenoviert durch die Neumieter übernommen, da der Umzug zeitgleich erfolgt. In Deutschland gibt es kein verbrieftes Recht auf Wohnungstausch, es handelt sich um eine Kulanzentscheidung des Vermieters.

## Tauschbörsen
Der Wohnungstausch wird in der Regel von Tauschbörsen vermittelt, die kommerziell, genossenschaftlich oder kommunal tätig sind. Oft wird auf kommerziellen Plattformen eine Gebühr erhoben, um eine Anzeige zu schalten und mit anderen Tauschinteressenten in Kontakt zu treten. Die größten kommerziellen Anbieter (Tauschwohnung, Wohnungsswap) Anbieter wiesen im Jahr 2023 knapp über 65.000 Tauschangebote auf. Eine städtische Tauschbörse wird u. a. von der Stadt Freiburg betrieben. Eine interne Tauschbörse oder Wohnungswechsel für Mieter, wird durch den Vermieter Saga bereitgestellt.

## International

### Schweden
In Schweden gibt es das Recht auf Wohnungstausch, welches unabhängig von einer Zustimmung des Vermieters durch das hyresämnden durchgesetzt werden kann.
Der Mieter muss jedoch bereits mindestens ein Jahr in der Wohnung gewohnt haben und es muss ein gewichtiger Grund vorliegen, z. B. dichtere Wohnstätte am Arbeitsplatz, Familiennachwuchs, Familienverkleinerung oder eine zu hohe finanzielle Belastung. Es gibt noch weitere Gründe, die dem Mieter kein Recht auf Tausch ermöglichen z. B.: der Mieter ist ein Mitbewohner einer Wohnung, der Mieter ist Untermieter, der Mieter lebt in einem Zweifamilienhaus [...] .

### Österreich
In Österreich gibt es das Recht auf Wohnungstausch. Dieses Recht ist an Bedingungen geknüpft, der Mieter muss bereits 5 Jahre in der entsprechenden Wohnung gelebt haben, welche er zum Tausch anbietet. Außerdem muss es einen gewichtigen Grund für den Wohnungstausch geben: Familiennachwuchs, Todesfall, Arbeitsplatzwechsel [...] .

### Niederlande
In den Niederlanden existiert ein gewisses Recht auf Wohnungstausch, wenn gewichtige Gründe dafür sprechen. Es nennt sich indeplaatsstelling. Wird trotz gewichtiger Gründe der Wohnungstausch vom Vermieter abgelehnt, kann man sich an den kantonrechter wenden und ihn um eine Prüfung bitten. Erlaubt der kantonrechter den Wohnungstausch, wird der Altmietvertrag übernommen mit einhergehenden Rechten und Pflichten, es wird kein neuer Mietvertrag aufgesetzt. Es gibt verschiedene staatlich geförderte und kommerzielle Portale, auf welchen der Wohnungstausch in den Niederlanden stattfindet oder auf denen die Tauschinserate aufgegeben werden.

## Belege
1. ↑  k. A.: Initiative zu „Recht auf Wohnungstausch“ überwiesen. In: Bundestag. 12. Mai 2023, abgerufen am 19. Juni 2023.
2. ↑  Birgit Leiß: Win-Win-Strategie: Wohnungstausch. In: Berliner Mieterverein. Berliner Mieterverein e.V., 28. Januar 2014, abgerufen am 16. Juni 2023.
3. ↑  k. A.: Wohnungstausch: Was erlaubt ist und was nicht. In: Advocard. GENERALI, 8. Juni 2023, abgerufen am 15. Juni 2023.
4. ↑  k. A.: Freiburger Wohnungstauschbörse. In: Freiburg Wohnungstausch. Abgerufen am 4. Dezember 2023.
5. ↑  k. A.: SAGA Wohnungswechsel. Abgerufen am 4. Dezember 2023.
6. 1 2  k. A.: Byta bostad. In: Sveriges Domstolar. Sveriges Domstolar, 28. Oktober 2022, abgerufen am 15. Juni 2023 (schwedisch).
7. 1 2  k. A.: Bundesrecht konsolidiert: Mietrechtsgesetz § 13, Fassung vom 16. Juni 2023. In: Rechtsinformationssystem des Bundes. Rechtsinformationssystem des Bundes, 21. April 2021, abgerufen am 16. Juni 2023.
8. ↑  k. A.: Het juridsch loket - woningruil. Abgerufen am 28. November 2023 (niederländisch).
9. ↑  k. A.: Rijksoverheid - Kan ik mijn huurwoning ruilen met de huurwoning van iemand anders? Abgerufen am 28. November 2023 (niederländisch).